# 馬基夫

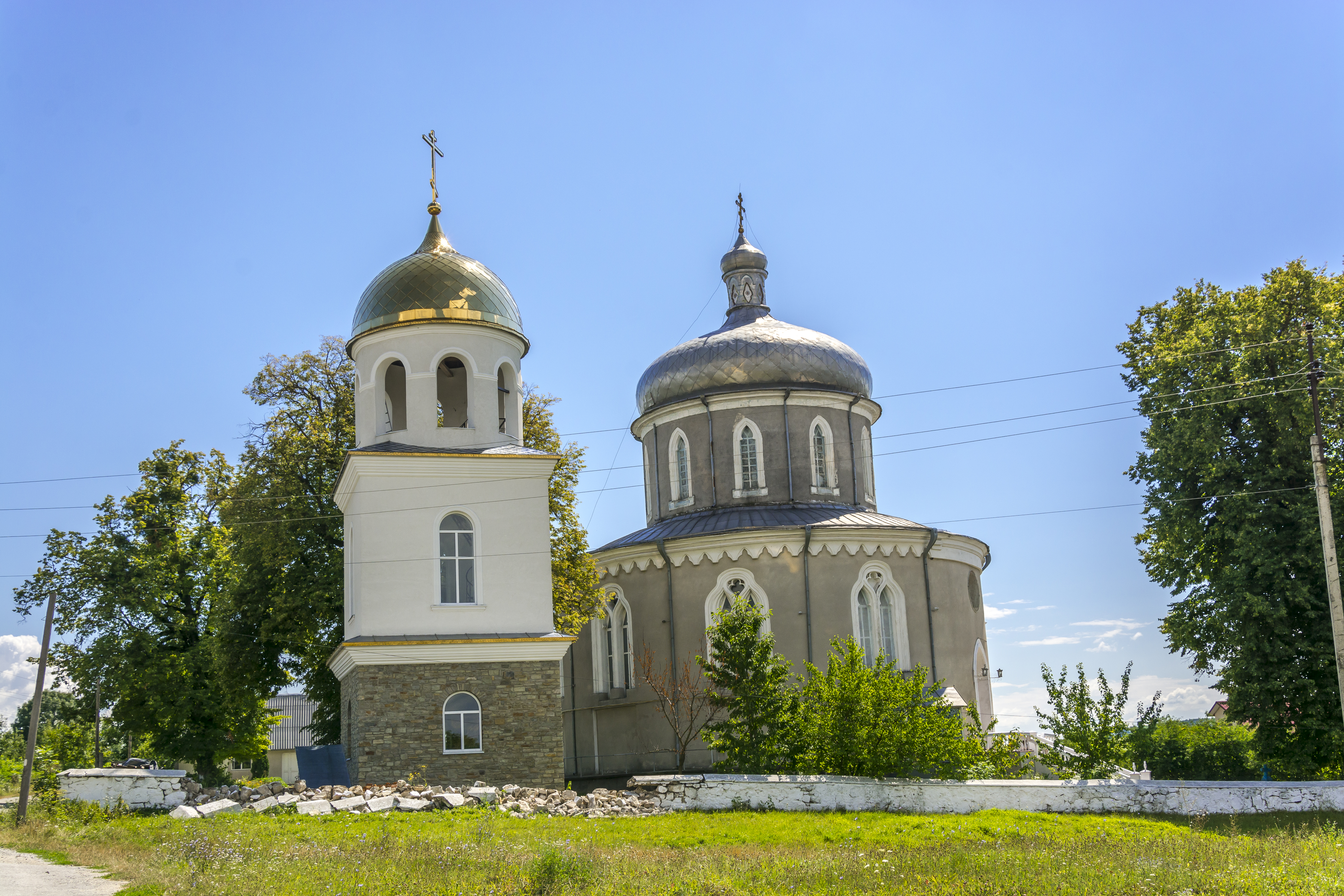
教堂

馬基夫，是烏克蘭西部赫梅利尼茨基州卡緬涅茨-波多利斯基區马基夫市镇内的村落及其行政中心。始建於1482年，面積3.03平方公里，海拔高度259米，2022年人口2,758，人口密度每平方公里1,073.3人。